# Victor Gomes
Victor Miguel de Freitas Gomes (* 15. prosince 1982) je jihoafrický fotbalový rozhodčí.
Gomes je od roku 2008 rozhodčí jihoafrické Premier Soccer League, byl zvolen rozhodčím sezóny PSL v letech 2012–13 a 2017–18 a od roku 2011 je mezinárodním rozhodčím FIFA.
V letech 2019 a 2021 se zúčastnil Afrického poháru národů. Rozhodoval finále Afrického poháru národů 2021 mezi Senegalem a Egyptem.

## Soudcovaná utkaní na MS 2022
| Fáze               | Datum              | Tým 1   | Skóre | Tým 2     |         |   |
| ------------------ | ------------------ | ------- | ----- | --------- | ------- | - |
| Základní skupina D | 22. listopadu 2022 | Francie | 4 : 1 | Austrálie | 3 (0+3) | 0 |